# Бальби, Костантини
Костантини Бальби (итал. Costantino Balbi; Генуя, 1676 — Генуя, 1741) — дож Генуэзской республики.

## Биография
Родился в Генуе в 1676 году, младший брат дожа Франческо Мария Бальби. Первую должность получил на дипломатической службе, став послом республики в Милане, около 1705 года, и при императорском дворе в Вене, между 1706 и 1710 годами. Бальби способствовал окончательной покупке генуэзцами порта Финале. Более трудными были последующие переговоры, в 1709 году в Стамбуле, по поводу привилегий генуэзской торговли.  
Затем он вернулся в Геную, где был назначен в магистрат каналов (1717), до 1720 года вновь служил послом в Вене, а затем - послом при Святом Престоле в Риме, в период напряженных отношений между курией и Генуей, вызванных приемов в Генуе изгнанного из Испании кардинала Джулио Альберони. Бальби проявил большую гибкость, достигнув компромисса с папой Иннокентием XIII. Вернувшись в Геную осенью 1721 года, он был включен в состав Малого Совета.
Между 1721 и 1732 годами он занимал другие государственные должности: главы магистрата правосудия, ответственного за обслуживание каналов, инквизитора государства, члена Верховного синдикатория и, наконец, прокурора.

### Правление и последние годы
Был избран дожем 7 февраля 1738 года (или 11 февраля, по другим источникам), 154-м в республиканской истории, став одновременно королем Корсики. 
В период его правления, несмотря на падение провозглашенного независимого королевства Корсики во главе с немцем Теодором фон Нойхофом, начались новые беспорядки и столкновения на Корсике. Прибытие первого военного контингента из Франции под командованием графа Буассо, по просьбе генуэзского Сената, не помогло подавить бунты: мирный договор, подписанный дожем Бальби и Сенатом с одной стороны, и правителями Франции и Англии, с другой стороны, был отвергнут представителями Корсики. 
Все это убедило дожа, несмотря на его хорошо известное тяготение к мирному разрешению конфликтов, просить новый французский контингент под командованием маркиза Майебуа восстановить порядок в областях, оставашихся под контролем последователей бывшего короля Теодора I. В том же 1739 году он смягчил свою позицию и направил на остров для переговоров Джироламо Венерозо и Доменико Мария Спинола.
Его мандат завершился 7 февраля 1740 года,  после чего он удалился от дел.  
Он умер в Генуе в 1741 году, был похоронен в церкви Святых Иеронима и Франциска Ксаверия.